# Sven Woldt
Sven Woldt (* 1966 in Berlin-Buch) ist ein deutscher Filmproduzent und Herstellungsleiter (Line Producer).

## Leben
Sven Woldt wurde 1966 in Berlin-Buch geboren. Nach dem Abitur mit Berufsausbildung begann er 1986 beim Deutschen Fernsehfunk (DFF) als Produktionsfahrer, Kameraassistent und Aufnahmeleiter. Ab 1992 war er bei der Koppfilm GmbH als Kameraassistent und Aufnahmeleiter tätig. In den Jahren 1996 bis 2002 und erneut ab 2015 arbeitete er als Produktions- und Herstellungsleiter bei der drei d medien service GmbH. Seit 2002 führt Sven Woldt als Produzent und Geschäftsführer die MediaPark GmbH. Zu seinen Produktionsarbeiten zählt der Kinofilm „Die verlorene Zeit“ (2011). Der Film wurde auf zahlreichen internationalen Filmfestivals gezeigt und erhielt mehrere Publikumspreise u. a. UK Jewish Film Festival in London 2011, San Francisco Berlin & Beyond Film Festival 2011 sowie positive Rezensionen u. a. in ZEIT ONLINE, Japan Times, San Francisco CA und im Sydney Morning Herald. Sven Woldt lebt in der Schorfheide nordöstlich von Berlin.

## Filmografie

### Kinofilme
- 2004 Hab mich lieb
- 2009 Meine schöne Nachbarin
- 2011 Die verlorene Zeit (Remembrance)
- 2023 15 Jahre

### Fernsehfilme
- 2005 Liebeskind
- 2005 Ein Toter führt Regie
- 2017 Harrys Insel

### Dokumentarfilme – Kino
- 2007 Tamara
- 2012 Orchestra of Exiles

### Dokumentarfilme – TV
- 2009 Sechs Tage – Sechs Nächte – 100 Jahre Berliner Sechs-Tage-Rennen
- 2015 Die Schorfheide – Das Jagdrevier der Mächtigen
- 2016 Hier dreht die DEFA – 70 Jahre DEFA
- 2018 So klang die DEFA – Filmmusik aus Babelsberg
- 2021 Utopia in Babelsberg – Science Fiction aus der DDR

### TV-Serien
- 2000–2007 KI.KA Charakter
- 2004–2005 §treitfall